# Gorlim
Gorlim, el desdichado, es un personaje ficticio que pertenece al legendarium creado por el escritor británico J. R. R. Tolkien y que aparece en su libro El Silmarillion.

## Historia ficticia
Gorlim era un adan de la Primera Casa, hijo de Angrim, nacido en la P. E., fue uno de los doce hombres que acompañaron a Beren en Dorthonion y que fueron conocidos como «los proscritos de Barahir» y cuyos nombres se recordaron largo tiempo en los cantos de los noldor: Beren, Baragund y Belegund, Radhruin, Dairuin, Dagnir, Ragnor, Gildor, Gorlim, el desdichado, Arthad, Urthel y Hathaldir, el joven. 
Gorlim tenía una esposa llamada Eilinel, y un gran amor había entre ellos, pero cuando partió a la guerra contra Morgoth, la dejó sola. A su regreso de la guerra, encontró su casa saqueada y abandonada y, con gran dolor, descubrió que su esposa había desaparecido.
No encontrando el cuerpo de su amada, Gorlim no sabía si estaba muerta o había sido raptada por las fuerzas de Morgoth, así que se unió a Barahir y a su lado luchó como el más feroz y desesperado de los guerreros. No obstante, la duda sobre el destino de Eilinel le corroía y le obligaba a visitar solo y en secreto su casa con la esperanza de encontrarla con vida. 
Este hecho no tardaron en averiguarlo los espías de Morgoth y un día de otoño, a la caída del sol, Gorlim llegó a su casa y le pareció ver una luz en la ventana. Al acercarse vio dentro a Eilinel, su amada, cuyo rostro se mostraba devastado por el hambre y el dolor e incluso le pareció escuchar la voz de su esposa lamentándose de que él la hubiera abandonado. Pero todo era una trampa, un engaño urdido por el enemigo, y en cuanto la llamó, la luz de la ventana se apagó, y fue apresado por los cazadores de Sauron. Fue entonces sometido a torturas para que confesara el paradero de Barahir, pero él resistió y nada dijo. Viendo su resistencia a la tortura, le prometieron devolverle su amada esposa y ser puestos ambos en libertad. Y fue entonces, abrumado por el dolor, cuando Gorlim vaciló y fue conducido ante Sauron, que aceptó el trato.
Gorlim habría callado entonces, pero intimidado por los ojos de Sauron dijo por fin todo lo que éste quería saber. 
Entonces Sauron rio, y le reveló que solo había visto a un fantasma inventado por hechicería para atraparlo, porque Eilinel estaba muerta: «No obstante, accederé a tu ruego —dijo Sauron—, e irás al encuentro de Eilinel y te libraré de mi servicio—. Entonces hizo que le diesen una muerte cruel».
De este modo se reveló el escondite de Barahir, y Morgoth tendió su red sobre él; y los orcos, acercándose en las horas silenciosas de antes del alba, sorprendieron a los hombres de Dorthonion y los mataron a todos, salvo a Beren que allí no se encontraba.